# Родригес, Хайме Альберто
Хайме Альберто Родригес Хименес (исп. Jaime Alberto Rodríguez Jiménez; род. 17 января 1959, Сан-Сальвадор) — сальвадорский футболист и тренер. Участник чемпионата мира 1982.

## Карьера
С самого начала карьеры считался очень талантливым игроком. Выступал за команды из Сальвадора и Мексики. Играл в Германии, Финляндии и Японии, став одним из выдающихся сальвадорских футболистов наряду с Махико Гонсалесом.
Принял участие во всех трёх матчах своей сборной на чемпионате мира в Испании. После завершения карьеры игрока перешёл к тренерской деятельности.
С 2009 года является президентом Сальвадорского института спорта.
В 2012 году вошёл в состав футбольной комиссии ФИФА.